# Oligamphotis irenaei
Oligamphotis
Genre
Espèce
Oligamphotis irenaei, unique représentant du genre monotypique Oligamphotis, est une espèce fossile de Coléoptères de la sous-famille des Nitidulinae (famille des Nitidulidae).

## Classification
Le genre monotypique Oligamphotis et l'espèce Oligamphotis irenaei sont décrits en 1937 par le paléontologue français Nicolas Théobald (1903-1981),. 

### Fossiles
Le spécimen holotype R 336 vient de la collection Mieg, collection conservée au musée d'histoire naturelle de Bâle en Suisse. Ce spécimen provient des marnes en plaquettes du Sannoisien moyen du gisement de Kleinkembs(ou Kleinkems) oligocène, en pays de Bade et Bade-Wurtemberg, sur la rive droite du Rhin en face de Kembs. 

### Étymologie
L'épithète spécifique, irenaei, lui a été donnée en l'honneur de la propre femme de l'auteur, Irène Théobald.

### Sous-famille et famille
Le genre est assigné à la sous-famille des Nitidulinae par Nicolas Théobald en 1937 et à la famille des Nitidulidae en 2008 par Alexander Georgievitch Kirejtshuk (d).

## Description

### Caractères
La diagnose de Nicolas Théobald en 1937, : Il s'agit d'un 

« insecte au corps aplati, de petite taille, de teinte brune. Tête enfoncée dans une encoche profonde du prothorax ; yeux de forme ovale, placés vers la partie postérieure, apparaissant sous forme de taches noires ; front droit, labre et épistome peu saillants ; sur le côté droit et à l'avant de l'œil apparaît une vague empreinte de l'article basal renflé de l'antenne.
Prothorax légèrement bombé dans sa partie médiane, aplati sur les bords ; fortement échancré à l'avant, légèrement sinueux à l'arrière ; bords latéraux convexes ; angles antérieurs aigus et très proéminents ; angles postérieurs peu prononcés, presque droits, mais légèrement déportés vers l'arrière ; surface porte des dépressions punctiformes très effacées ; scutellum petit, triangulaire.
Élytres couvrant tout l'abdomen, baillant légèrement vers l'arrière ; épipleure très large ; surface ornée de ponctuations éparses dans la partie interne et de cinq côtes saillantes ; côtes bien marquées sauf la première, la plus proche du bord marginal ; ces côtes portent des pointes et ne sont pas continues ; leur parcours est parallèle au bord sutural. Les élytres ont leurs bords parallèles jusqu'à la moitié, au delà les bords marginaux se rejoignent vers le sommet en arc de cercle. ».

En résumé, cet insecte, d'une longueur totale de 2,75 mm, de teinte brune, a un corps aplati. La tête est enfoncée dans une encoche profonde du prothorax ; celui-ci est légèrement bombé dans sa partie médiane, aplati sur les bords. Les élytres couvrent tout l'abdomen et la ligne de suture visible le rangent dans la sous-famille des Nitidulinae.

### Dimensions
La longueur totale est de 2,75 mm. Tête : L.=0,25 mm,l.=0,6 mm. Prothorax : L.=0,50 mm, l.=1,3 mm. Élytres : L.=2 mm, l.=1,4 mm.

### Affinités

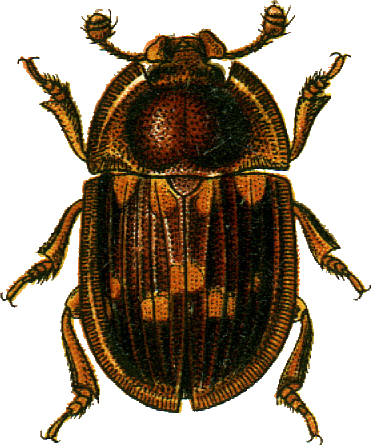
Amphotis marginata.

Cet insecte appartient à la famille des Nitidulidae. Les élytres couvrant l'abdomen et la ligne de suture visible le rangent dans la sous-famille des Nitidulinae.
Il se rapproche du genre Amphotis Fabricius par le prothorax à bords largement aplatis, les épipleures larges, le corselet aux angles antérieurs saillants, l'intervalle existant entre la tête et le corselet permettant de loger l'article basal renflé de l'antenne au repos.
Mais il en diffère par les carènes des élytres, qui ne sont pas lisses mais couvertes de pointes. Ce caractère le rapproche du genre Soronia, mais il n'a pas le corselet bosselé de ce dernier.
Aussi, Nicolas Théobald en fait un genre nouveau Oligamphotis et son unique espèce est dédiée à son épouse Irène.

## Biologie
Le genre Amphotis vit sous les écorces et dans les nids des fourmis qui les élèvent. Le genre Soronia vit aussi sous les écorces et sur les plaies suintantes des arbres. On connaît de nombreuses fourmis sur ce gisement, avec lesquelles les Oligamphotis devaient vivre en symbiose.
D'après l'ensemble de la flore et de la faune, Nicolas Théobald décèle un climat méditerranéen à affinités tropicales.

## Galerie
- Quelques espèces vivantes du genre Soronia.
- Soronia asperella.
- Soronia grisea.
- Soronia punctatissima.

### Publication originale
- [1937] Nicolas Théobald, « Les insectes fossiles des terrains oligocènes de France 473 p., 17 fig., 7 cartes,13 tables, 29 planches hors texte », Bulletin Mensuel de la Société des Sciences de Nancy et Mémoires de la Société des sciences de Nancy, Imprimerie G. Thomas,‎ 1937, p. 1-473 (ISSN 1155-1119 et 2263-6439, OCLC 786027547). .